# Estadio Nacional de Deportes
El Estadio Nacional de Deportes (en inglés: National Sports Stadium) es un estadio de usos múltiples ubicado en la ciudad de Harare, Zimbabue, con una capacidad de 60 000 personas. 
Se utiliza sobre todo para los partidos de fútbol, pero también se utiliza para rugby union. 
El estadio fue sede del concierto benéfico de Amnistía Internacional sobre los Derechos Humanos el 7 de octubre de 1988. El espectáculo fue encabezado por Bruce Springsteen & The E Street Band y también contó con Sting y Peter Gabriel, Tracy Chapman, Youssou N'Dour y Oliver "Tuku" Mtukudzi. 
Los sextos Juegos Panafricanos se celebraron aquí en 1995. 
El estadio fue cerrado por 20 meses, a partir de noviembre de 2006, para someterlo a renovaciones. 
Este espacio celebró un partido de fútbol amistoso el 2 de junio de 2010 entre Zimbabue y Brasil, con triunfo de la visita por 3-0.